# Corallus caninus
Il boa arboricolo smeraldino o semplicemente boa smeraldino (Corallus caninus (Linnaeus, 1758)) è un serpente appartenente alla famiglia Boidae.

## Descrizione e biologia
È un serpente arboricolo, il suo colore è verde per non farsi notare dai predatori. Di notte scende dagli alberi  fino al terreno in cerca di prede e, durante la caccia assume la posizione a forma di S. I suoi piccoli vengono alla luce tra le chiome degli alberi, la loro colorazione è di un rosso mattone oppure giallo diventando verde a macchie bianche quando raggiunge un metro di lunghezza. Si nutre di uccelli, pipistrelli e mammiferi arboricoli. Il boa smeraldino arriva fino a due metri di lunghezza e il suo parente più stretto è il boa amazzonico, abita nelle foreste pluviali del sud America ed Il suo riposo avviene sugli alberi attorcigliandosi sullo stesso. 
La vista è tanto sviluppata vedendo solo le forme che si muovono in compenso possiede dei ricettori di calore dette fossette loreali.

### Alimentazione
È un serpente carnivoro costrittore. Percepisce i segnali olfattivi della preda tramite la lingua.

### Riproduzione
Come tutti i boa sono ovovivipari. Possono mettere al mondo 7-14 neonati.
La sua livrea cambia notevolmente con l'età: i piccoli, infatti, sono di colore rosso ruggine, solo successivamente assumono il colore verde che caratterizza la specie.

## Distribuzione e habitat
Popola le foreste pluviali dell'Amazzonia (Venezuela, Guyana, Guyana francese, Suriname e nord-est del Brasile), dal livello del mare sino a 200 m di altitudine.